# Natación artística en los Juegos Olímpicos
La natación artística anteriormente llamada natación sincronizada es una de las disciplinas de los Juegos Olímpicos modernos, realizada desde la edición de Los Ángeles 1984. Actualmente se compone de 2 eventos, ambos femeninos.

## Pruebas actuales
- Dúo.
- Equipo.

## Medallero por país
- Actualizado a París 2024.

| Núm.  | País                          | Oro | Plata | Bronce | Total |
| ----- | ----------------------------- | --- | ----- | ------ | ----- |
| 1     | Rusia (RUS)                   | 10  | 0     | 0      | 10    |
| 2     | Estados Unidos (USA)          | 5   | 3     | 2      | 10    |
| 3     | Canadá (CAN)                  | 3   | 4     | 1      | 8     |
| 4     | República Popular China (CHN) | 2   | 5     | 2      | 9     |
| 5     | ROC (ROC)                     | 2   | 0     | 0      | 2     |
| 6     | Japón (JPN)                   | 0   | 4     | 10     | 14    |
| 7     | España (ESP)                  | 0   | 3     | 2      | 5     |
| 8     | Reino Unido (GBR)             | 0   | 1     | 0      | 1     |
| 9     | Ucrania (UKR)                 | 0   | 0     | 2      | 2     |
| 10    | Francia (FRA)                 | 0   | 0     | 1      | 1     |
| 10    | Países Bajos (NED)            | 0   | 0     | 1      | 1     |
| Total | Total                         | 22  | 20    | 21     | 63    |

## Atletas con más medallas de oro
La siguiente tabla muestra las atletas más exitosas en la natación artística olímpica.
| Pos. | Nadadora               | Juegos    | Oro | Plata | Bronce | Total |
| ---- | ---------------------- | --------- | --- | ----- | ------ | ----- |
| 1.   | Svetlana Romashina     | 2008-2020 | 7   | 0     | 0      | 7     |
| 2.   | Anastasia Davydova     | 2004-2012 | 5   | 0     | 0      | 5     |
| 3.   | Natalia Ishchenko      | 2008-2016 | 5   | 0     | 0      | 5     |
| 4.   | Anastasiya Yermakova   | 2004-2008 | 4   | 0     | 0      | 4     |
| 5.   | Olga Brusnikina        | 2000-2004 | 3   | 0     | 0      | 3     |
| 6.   | Mariya Kiseliova       | 2000-2004 | 3   | 0     | 0      | 3     |
| 7.   | Elvira Khasyanova      | 2004-2012 | 3   | 0     | 0      | 3     |
| 8.   | Elvira Khasyanova      | 2004-2012 | 3   | 0     | 0      | 3     |
| 9.   | Alexandra Patskevich   | 2012-2020 | 3   | 0     | 0      | 3     |
| 10.  | Alla Shishkina         | 2012-2020 | 3   | 0     | 0      | 3     |
| 11.  | Svetlana Kolesnichenko | 2016-2020 | 3   | 0     | 0      | 3     |
| 12.  | Tracie Ruiz            | 1984-1988 | 2   | 1     | 0      | 3     |
| 13.  | Carolyn Waldo          | 1984-1988 | 2   | 1     | 0      | 3     |
| 14.  | Wang Qianyi            | 2020-2024 | 2   | 1     | 0      | 3     |